# 무석한국학교
무석한국학교(중국어 간체자: 无锡韩国人学校 영어: Wuxi Korean School)는 중화인민공화국 장쑤성 우시 시에 있는 한국학교이다. 현재 유치원부터 고등학교까지의 과정이 설치되어 있다.
특이하게도 한국어 명칭은 무석한국학교, 외국어 명칭은 무석한국인학교이다.
5세부터 19세의 학생을 한눈에 볼 수 있다는 게 특징
줄임말은 '무석한학'으로 주로 학생들 사이에서 통하는 표현이다.

## 연혁
- 2006년 9월 4일 : 개교

## 학생
유치원생 : 61명 (여:33 남:28)
초등학생 : 170명 (여:77 남:93)
중고등생 : 280명 (여:128 남:152)